# 슈바르츠실트 반지름

슈바르츠실트 반지름(영어: Schwarzschild radius)은 블랙홀이 되기 위한 어떤 물체의 반지름 한계점이다.
물체가 충분한 질량을 가지게 되어 특정 밀도에 가까워지면 물체의 중력이 매우 커지게 된다. 축퇴압(degeneracy pressure)이 물체의 밀도가 무한히 증가하고 그 부피가 줄어드는 것을 막게 되는데, 물체의 질량이 한계점을 넘어 축퇴압이 견딜 수 없을 정도로 강한 중력을 갖게 되면 그 물체의 크기가 슈바르츠실트 반지름보다 작아져서 블랙홀이 된다. 슈바르츠실트 반지름에 도달했을 때의 표면은 회전하지 않는 물체에서 사건의 지평선과 같이 작용한다. 어떠한 빛이나 입자도 이 표면에 해당하는 영역에서 벗어날 수 없으므로 블랙홀이라 부른다.
현재 은하 중심부에 존재한다고 추측하는 초대질량 블랙홀의 슈바르츠실트 반지름은 대략 780만km 정도이다.

## 역사
1916년에, 카를 슈바르츠실트는 오늘날 슈바르츠실트 계량이라고 불리는, 중력장 밖에서 회전하지 않는 구체모양의 물체에 대한 아인슈타인 방정식의 해를 발견하였다. 이 때, {\displaystyle M={\frac {Gm}{c^{2}}}}라는 식을 사용하게 되는데, 그 해에는 {\displaystyle {\frac {1}{2M-r}}}와 같은 형태의 항이 들어 있다. 이 식은 r = 2M 일 때 미분가능하지 않으므로, 이 값을 슈바르츠실트 반지름이라고 하였다.
이 값이 어떤 의미를 갖는지에 대해 오랜 시간 동안 논쟁거리가 되었다. 자크 아다마르는 1922년에 파리에서의 회의기간 동안 물리계에서 블랙홀이 일어날 수 있다고 주장하였다. 알베르트 아인슈타인은 우주에 대한 이 끔찍한 결과들을 지적하며 블랙홀은 일어날 수 없다고 주장하였으며, 농담으로 이를 “아다마르 재앙”이라 불렀다. 적어도 1960년경까지는 대부분의 사람들은 블랙홀이 존재하지 않을 것이라고 보았다. 태양의 슈바르츠실트 반지름은 대략 3km, 지구는 땅콩 크기 정도인 9 mm에 불과하다. 이는, 태양의(혹은 지구의) 질량의 총합이 3km(지구의 경우는 9mm)안에 들어간다는 뜻이다. 그렇게 되면 태양의(혹은 지구의) 부피는 중력에 의해 계속해서 수축하는 기현상이 발생한다.
슈바르츠실트의 별에 대한 기존의 모델은 압축할 수 없는 유동체로 가정하였다. 알베르트 아인슈타인은 음파가 엄청난 속도로 전파될 수 있기 때문에, 이 가정이 말이 되지 않는다고 지적했다. 그의 저서에서, 아인슈타인은 어떤 물체를 도는 별을 모형으로 다시 생각했을 때, 슈바르츠실트 반지름 내에서의 궤도 진입 최소 속도(orbital velocity)는 빛의 속도를 넘어설 수 있다는 것을 보였다. 1939년에 그는 이 사실을 바탕으로 그러한 속도를 내는 물체는 없다고 주장하였고 블랙홀은 실제로 일어날 수 없다고 주장하였다. 같은 해, 로버트 오펜하이머와 하틀랜드 스나이더(Hartland Snyder)는 한 점을 향해 방사상으로 움직이는 먼지 입자들의 구름인 티끌구름(dust cloud)을 모델로 설정했다. 그리고 나서, 이 두 사람은 티끌구름이 제한된 적절한 시간 안에 블랙홀에 도달할 수 있음을 보였다. 이 도달점을 지나자, 오펜하이머와 스나이더는 광원뿔(light cone)은 안쪽을 향했으며 어떠한 신호도 밖으로 빠져나갈 수 없었다고 기록했다.

## 슈바르츠실트 반지름에 대한 공식
슈바르츠실트 반지름은 물체의 질량에 비례하는데, 이는 중력상수와 빛의 속도를 포함하는 비례상수값을 가진다.
{\displaystyle r_{s}={\frac {2Gm}{c^{2}}},}
{\displaystyle r_{s}\!}=슈바르츠실트 반지름, {\displaystyle G}=중력 상수, {\displaystyle m}=물체의 질량, {\displaystyle c}=진공상태에서의 빛의 속도
비례상수 {\displaystyle 2G/c^{2}}은 대략
1.48×10-27 m/kg? 혹은2.95 km/M☉이다.
어떤 밀도를 가지는 물체는 슈바르츠실트 반지름에 포함될 수 있을 정도로 클 수 있다.
{\displaystyle V_{s}\propto \rho ^{-3/2},}
{\displaystyle V_{s}\!}=물체의 부피, {\displaystyle \rho \!}=물체의 밀도

## 슈바르츠실트 반지름에 의한 블랙홀 분류

### 초대질량 블랙홀
만약 어떤 물체가 일반적인 밀도로 태양 질량의 1억 5천만배로 축적되어 그 태양질량의 1억 5천만배나 되는 축적물이 슈바르츠실트 반지름 안으로 들어오게 된다면, 이를 초대질량 블랙홀(supermassive black hole)이라고 한다. 3백 7십만M☉정도의 크기를 가진 우리 은하의 중앙에 있는 초대질량 블랙홀은 블랙홀의 존재에 대해 신빙성 있는 관측에 의한 증거 중의 하나이다. 이와 같은 커다란 블랙홀들은 별 크기의 블랙홀에서 시작하여 다른 블랙홀들과 물질들의 증량에 의해 점점 커진다. 실험에 의해 밝혀진 초대질량 블랙홀의 크기와 은하 팽대부(bulge)의 별의 분산속도(stellar velocity dispersion)인 σ 사이의 관계는 M-sigma relation이라 불린다. 현재 그 크기가 180억M☉에 달하는 초대질량 블랙홀까지 관측되었다.

### 항성 블랙홀
만약 핵의 밀도(원자의 핵의 밀도, 약 10^18kg/m³; 중성자별 역시 이 밀도이다.)에서 물질이 약 3M☉의 질량으로 슈바르츠실트 반지름 내에서 축적된다면 이를 항성 블랙홀(stellar black hole)이라고 한다.

### 원시 블랙홀
작은 물체는 슈바르츠실트 반지름이 극단적으로 작다. 에베레스트 산과 비슷한 크기의 물체의 슈바르츠실트 반지름은 나노미터보다 작다. 평균 밀도가 아무도 그 매카니즘을 모를 만큼 높을 때 매우 빽빽한 물질을 형성한다. 이러한 블랙홀은 빅뱅이 끝난 직후, 밀도가 극단적으로 높을 때인 우주의 진화 초기 단계에서 형성이 가능했을 것이다. 그러므로 이러한 가설에 의한 작은 블랙홀들을 원시 블랙홀(primordial black holes)이라 칭한다.

## 슈바르츠실트 반지름의 다른 쓰임

### 지구에서의 슈바르츠실트 반지름
지구를 슈바르츠실트 반지름 미만으로 압축시키면 반지름 0.88cm이다. 이는 파리, 작은 견과류 등과 같은 크기이다.

### 중력에 의한 시간 늘어남 현상에서의 슈바르츠실트 반지름
중력에 의한 시간 늘어남 현상에서 지구나 태양같이 크고, 구형이며, 느리게 회전하는 물체는 아래와 같이 슈바르츠실트 반지름을 사용할 수 있다.
{\displaystyle {\frac {t_{r}}{t}}={\sqrt {1-{\frac {r_{s}}{r}}}}}
{\displaystyle t_{r}\!}=중력장 내에서 "r"만큼 방사상으로 위치하고 있는(at radial coordinate) 관측자에 대해 경과한 시간, {\displaystyle t\!}=거대한 물체에서 떨어진 관측자에 대해 경과한 시간 (중력장의 바깥), {\displaystyle r\!}=방사상(radial) 관측자의 위치(coordinate) (이는 물체의 중심으로부터의 전형적인 거리와 비슷하다.), {\displaystyle r_{s}\!}=슈바르츠실트 반지름
파운드(Pound)와 레브카(Rebka)의 1959년의 실험의 결과는 일반상대성이론에 의한 추측과 일치했다. 지구의 중력에 의한 시간 늘어남 현상에 의해 이 실험은 지구의 슈바르츠실트 반지름을 구했다.

### 뉴턴의 중력장에서의 슈바르츠실트 반지름
뉴턴의 중력장 근처의 크고 느리게 회전하며 대체로 구형인 물체는 아래와 같은 슈바르츠실트 반지름을 사용할 수 있다.
{\displaystyle {\frac {g}{r_{s}}}\left({\frac {r}{c}}\right)^{2}={\frac {1}{2}}}
{\displaystyle g\!}=방사상의 위치 “r”(at radial coordinate)에서의 중력 가속도, {\displaystyle r_{s}\!}=강하게 끌리는 중심부의 슈바르츠실트 반지름, {\displaystyle r\!}=방사상의 위치(radial coordinate), {\displaystyle c\!}=진공에서의 빛의 속도
지구표면에서는
{\displaystyle {\frac {9.80665m/s^{2}}{8.870056mm}}\left({\frac {6375416m}{299792458m/s}}\right)^{2}=\left(1105.59s^{-2}\right)\left(0.0212661s\right)^{2}={\frac {1}{2}}.}

### 케플러 궤도에서의 슈바르츠실트 반지름
주어진 중심부의 모든 원형 궤도에 대해:
{\displaystyle {\frac {r}{r_{s}}}\left({\frac {v}{c}}\right)^{2}={\frac {1}{2}}}
{\displaystyle r\!}=궤도반지름, {\displaystyle r_{s}\!}=중력에 끌리는 중심부의 슈바르츠실트 반지름, {\displaystyle v\!}=궤도의 속도, {\displaystyle c\!}=진공에서의 빛의 속도,
이 식을 타원궤도로 일반화하면 다음과 같다.
{\displaystyle {\frac {a}{r_{s}}}\left({\frac {2\pi a}{cT}}\right)^{2}={\frac {1}{2}}}
{\displaystyle a\!}=긴반지름(semi-major axis), {\displaystyle T\!}=주기
태양 주위를 공전하는 지구의 경우:
{\displaystyle {\frac {1\,\mathrm {AU} }{2953.25\,\mathrm {m} }}\left({\frac {2\pi \,\mathrm {AU} }{\mathrm {light\,year} }}\right)^{2}=\left(50655379.7\right)\left(9.8714403\times 10^{-9}\right)={\frac {1}{2}}.}

## 상대성이론의 원궤도와 광자구
원궤도에 대한 케플러의 공식은 속도구간에서 시간 늘어짐 현상을 측정함으로써 원궤도에 대한 상대성이론의 공식을 일반화할 수 있다.
{\displaystyle {\frac {r}{r_{s}}}\left({\frac {v}{c}}{\sqrt {1-{\frac {r_{s}}{r}}}}\right)^{2}={\frac {1}{2}}}
{\displaystyle {\frac {r}{r_{s}}}\left({\frac {v}{c}}\right)^{2}\left(1-{\frac {r_{s}}{r}}\right)={\frac {1}{2}}}
{\displaystyle \left({\frac {v}{c}}\right)^{2}\left({\frac {r}{r_{s}}}-1\right)={\frac {1}{2}}.}
이 최종의 공식은 빛의 속도로 공전하는 물체는 슈바르츠실트 반지름의 1.5배만큼의 궤도반지름을 가진다는 것을 의미한다. 이는 광자구(photon sphere)로 알려진 특별한 궤도로 알려져 있다.

## 같이 보기
- 블랙홀
- 찬드라세카르 한계
- 존 미첼 (지진학자)
- 슈바르츠실트 블랙홀
- 커 블랙홀
- 라이스너–노르드스트룀 블랙홀
- 마이크로 블랙홀
- 플랑크 길이
- 원시 블랙홀
- 항성질량 블랙홀
- 초대질량 블랙홀
- 가상 블랙홀